# 共和街道
共和街道，是中华人民共和国辽宁省鞍山市铁西区下辖的一个乡镇级行政单位。

## 行政区划
共和街道下辖以下地区：
民强社区、共和社区、繁华社区、二三街坊社区、共同社区、驻军社区、大寓社区和宁远社区。